# Ворошневский сельсовет
Ворошне́вский сельсовет — муниципальное образование со статусом сельского поселения в Курском районе Курской области Российской Федерации.
Административный центр — деревня Ворошнево.

## История
Статус и границы сельсовета установлены Законом Курской области от 21 октября 2004 года № 48-ЗКО «О муниципальных образованиях Курской области».

## Население
| 2002  | 2010  | 2012  | 2013  | 2014  | 2015  | 2016  |
| ----- | ----- | ----- | ----- | ----- | ----- | ----- |
| 4394  | ↘4317 | ↘4186 | ↘4181 | ↗4730 | ↗4761 | ↘4753 |
| 2017  | 2018  | 2019  | 2020  | 2021  |       |       |
| ↘4706 | ↘4635 | ↘4617 | ↘4574 | ↘4413 |       |       |

## Состав сельского поселения
| № | Населённый пункт | Тип населённого пункта          | Население |
| - | ---------------- | ------------------------------- | --------- |
| 1 | Ворошнево        | деревня, административный центр | ↗3275     |
| 2 | Духовец          | хутор                           | ↘190      |
| 3 | Рассыльная       | деревня                         | ↘866      |